# Zlín Z-526
Lo Zlín Z-526 è un aereo multiuso, monomotore monoplano ad ala bassa con capacità acrobatiche, sviluppato dagli anni sessanta dall'allora azienda aeronautica cecoslovacca Morovan.
Ennesimo sviluppo della famiglia di addestratori Zlín Trener, venne prodotto in numerose versioni, mono e biposto, fino agli anni novanta costituendo, con oltre 1 400 esemplari costruiti, uno dei migliori successi commerciali dell'azienda. Destinato sia al mercato civile dell'aviazione generale, sportiva e da competizione, che a quello militare, per le sue caratteristiche trovò largo impiego nelle scuole di volo civili e nei reparti da addestramento di numerose forze aeree del blocco orientale.

## Versioni
Z-526
biposto, da addestramento acrobatico, equipaggiato con un motore Avia M-137 6 cilindri in linea rovesciato da 180 CV (132 kW).
Z-526F
biposto, da addestramento acrobatico.
Z-526L
biposto, da addestramento acrobatico, destinato all'esportazione, equipaggiato con un Lycoming AEIO-360 a 4 cilindri contrapposti da 200 hp (150 kW).
Z-526M
biposto, da addestramento acrobatico.
Z-526A
monoposto, da acrobazia aerea.
Z-526AF
monoposto, da acrobazia aerea.
Z-526AFS
monoposto, da acrobazia aerea.
Z-526AFM Condor
monoposto, da acrobazia aerea, equipaggiato con un motore Avia M-337, stessa architettura ma dotato di sovralimentazione, da 210 hp (157 kW)

## Utilizzatori
(lista parziale)

### Governativi
Germania Est
- Gesellschaft für Sport und Technik (GST)

### Militari
Bosnia ed Erzegovina
- Ratno zrakoplovstvo i protivzračna Odbrana Bosne i Hercegovine

Non si conosce il numero di esemplari in servizio e la loro operatività.
 Germania Est
- Luftstreitkräfte und Luftverteidigung der Deutschen Demokratischen Republik

 Jugoslavia
- Jugoslovensko ratno vazduhoplovstvo i protivvazdušna odbrana